# Ramón Díaz
Ramón Díaz, argentinski nogometaš in trener, * 29. avgust 1959.
Za argentinsko reprezentanco je odigral 22 uradnih tekem in dosegel deset golov.